# ستيف غالاردو
ستيف غالاردو (بالإنجليزية: Steve Gallardo)‏ هو سياسي أمريكي، ولد في 25 أكتوبر 1968 في فينيكس في الولايات المتحدة. حزبياً، نشط في الحزب الديمقراطي. وقد انتخب عضو مجلس ولاية أريزونا وانتخب عضو مجلس نواب أريزونا.